# مركز قطر لعلوم الفضاء والفلك
مركز قطر لعلوم الفضاء والفلك، هو مركز علمي متخصص غير ربحي، يهدف إلى نشر علم الفلك والثقافة الفلكية في دولة قطر لدى جميع الفئات. نشأت الفكرة في العام 2005 عن طريق الشيخ «سلمان بن جبر آل ثاني» مؤسس ومالك المشروع. تبلورت الفكرة في العام 2007 لتصبح حقيقة وظهرت إلى الوجود في بدايات العام 2009. انطلق المشروع تحت شعار «الفلك للجميع» ويحمل في طياته برامج سيتم تنفيذها خلال خمس أعوام. يقدم المركز نشاطات عامة، نشاطات فلكية ونشاطات مدرسية. ويذيع الأخبار الفلكية على مستوي الكرة الأرضية والاخبار المحلية لمناخ دولة قطر.

## الأهداف
1- نشر الثقافة الفلكية لدى المواطن القطري. 
2- إدخال وتطوير مادة الفلك في المناهج الدراسية في المراحل الدراسية من الصف السادس وحتى الثالث ثانوي. 
3- إنشاء أكبر قاعدة معلومات عن علم الفلك باللغة العربية على موقع المركز في الشبكة العنكبوتية. 
4- إنشاء جمعيات ونوادي فلكية مصغرة في جميع المدارس. 
5- إقامة ليالي رصد فلكية للطلبة ولكافة فئات المجتمع باستخدام احدث التلسكوبات الفلكية. 
6- إنشاء مرصد فلكي تابع للمركز ليوفر فرص البحث العلمي للراغبين بذلك.
الجدير بالذكر أن الشيخ «سلمان» هو أحد الفلكيين المتميزين في دولة قطر والنشيطين في هذا المجال، وله الكثير من المحاضرات في جميع مجالات علم الفلك، كما ويعتبر الشيخ «سلمان» أول محاضر في هذا العلم في المدارس والعامة. وللشيخ سلمان دوره الفعال والنشط في مجال الأهلة، حيث يصدر -وعلى نفقته الخاصة- دليل رصد الأهلة بشكل سنوي والذي يخدم في تخفيف حدة الخلاف بين أهل الفلك والعامة وخاصة علماء الدين الإسلامي الحنيف على موضوع رؤية الهلال. كما ويشارك الشيخ «سلمان» في العديد من المؤتمرات والندوات العلمية والفلكية، ويعمل مع كل من «الاتحاد العربي لعلوم الفضاء والفلك» و «النادي العلمي القطري» بشكل قريب وفعال، وله بصمات واضحة في هذا المجال. إن مركز قطر لعلوم الفضاء والفلك الذي أسسه الشيخ «سلمان» وعلى نفقته الخاصة له أهمية بالغة في نشر علم الفلك والثقافة الفلكية، حيث أن المواطن العربي محروم من مثل هذا العمل العلمي الفلكي الكبير الذي يزوده أولا بأول بآخر المستجدات والتطورات والاكتشافات الفلكية بأسلوب سهل وعلمي دقيق، مما يعني أن هذا الموقع هو أهم مرجع فلكي عربي على الإطلاق، وان شاء الله يسد فراغا كبيرا في الثقافة العلمية الفلكية في دولة قطر والعالمين العربي والإسلامي الكبيرين.